# Реимиро

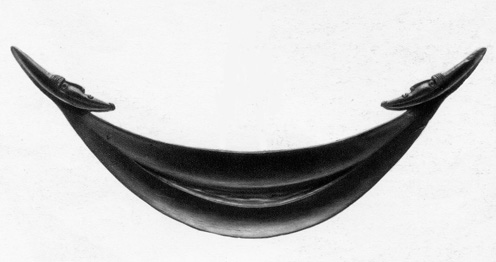
Нагрудник реимиро, найденный 1882 году

Реимиро — пектораль, полинезийский нагрудник, широко распространён на острове Пасхи. Имеет форму полумесяца, которая может быть интерпретирована как полинезийское каноэ. Реимиро могло быть частью защитной амуниции воина и вождя. Вероятно, происходит от боевого снаряжения, защищавшего верхнюю часть груди и плечи. Изображение реимиро используется на флаге острова Пасхи.

## Описание
Реимиро изготавливается в основном из дерева торомиро, встречающегося только на острове Пасхи. Иногда встречаются реимиро, сделанные из китовой кости и других материалов.
Большая часть реимиро имеет форму полумесяца. Есть разное мнение по поводу того, что символизирует форма реимиро. По одной гипотезе форма нагрудника интерпретирована как полинезийское каноэ. По другой нагрудник олицетворяет собой луну.
Наиболее распространённой конструкцией реимиро является доска с полумесяцем симметричной формы, из тонко вырезанного и полированного дерева. Вдоль вогнутой вершины проходит тонкий, углублённый канал, смысл которого неизвестен. Два пика большинства реимиро украшены изображением человеческой головы. Головы наклонены внутрь, по направлению лицом к лицу. У некоторых Реимиро вместо человеческих лиц есть раковины или куриные головы. Существующие экземпляры почти всегда имеют два отверстия вогнутой формы в середине. Через них продевались шнуры, в нескольких случаях они были сделаны из человеческих волос. Только два реимиро из тех, которые находятся в Британском музее в Лондоне, украшены росписью ронго-ронго. Один экземпляр имеет только два символа между двумя отверстиями для шнура, другой — ленту с 46 элементами вдоль выпуклого основания.
Также существуют реимиро в виде тел животных, которые не имеют симметрическую форму. В музее епископа Берениса П. в Гонолулу представлен образец в виде изогнутого куриного тела, а в коллекции Геттингенского университета в форме изогнутой рыбы. Эти образцы также имеют характерное углубление в форме полумесяца спереди и отверстия для подвесного шнура.
Размеры реимиро разные, однако стандартная форма составляет от 24 до 92 см в длину, от 7 до 35 см в высоту и толщиной около 3 см.

## В других частях Океании
Реимиро острова Пасхи уникальны в своём декоре и художественном совершенстве, но образцы реимиро встречаются в других районах южной части Тихого океана. Вожди племён на Маркизских островах носили узорчатые, однако менее тщательно оформленные деревянным орнаментом нагрудники. Аналогичные нагрудники были обнаружены в Новой Гвинее, на Соломоновых островах, Самоа, Гавайях, Островах Общества и у новозеландских маори. Тур Хейердал также указывает на сходство с нагрудниками индейцев в Южной Америке (Тиауанако).

## Галерея

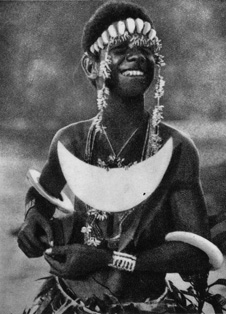
Нагрудник реимиро на Соломоновых Островах
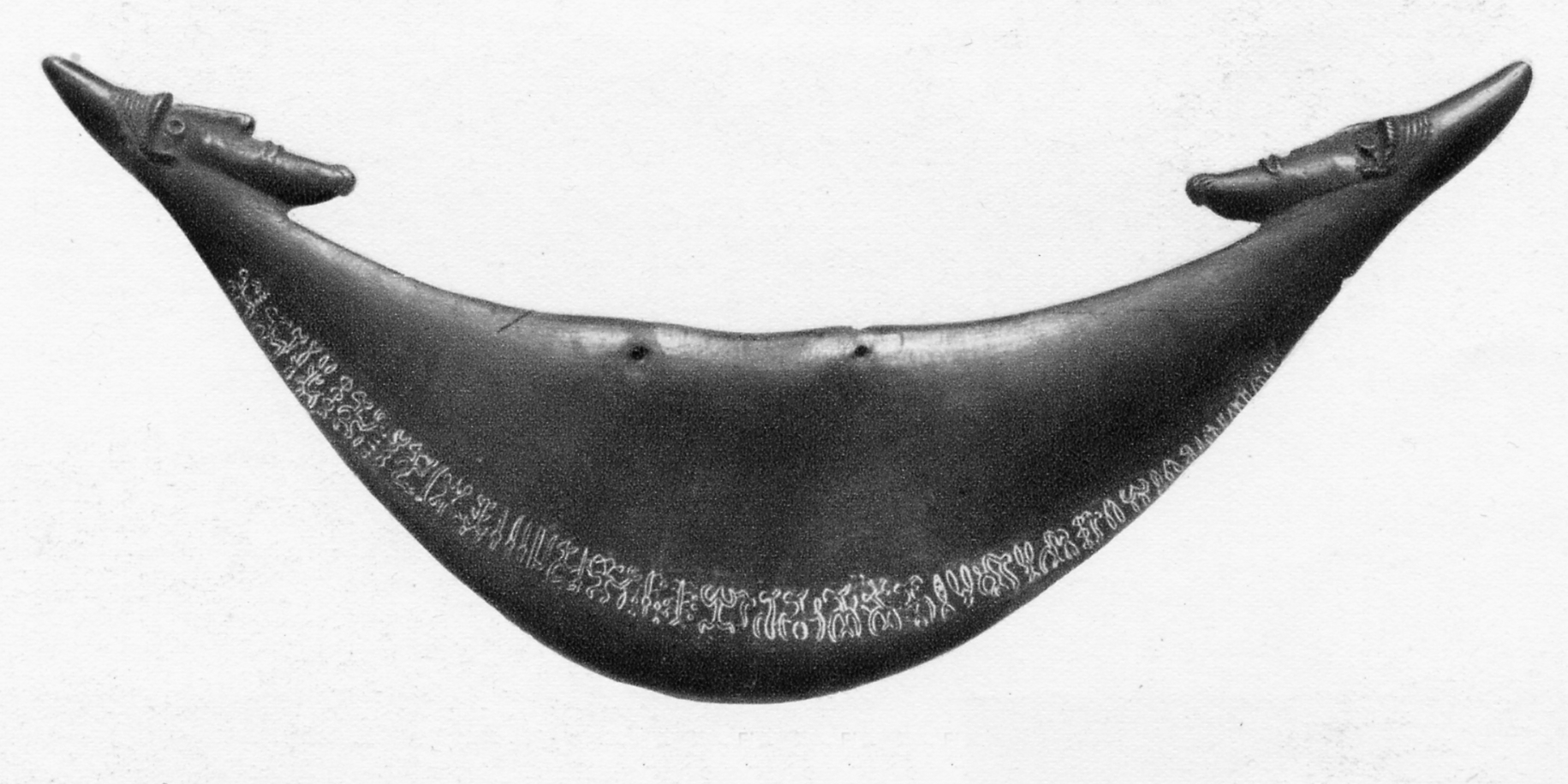
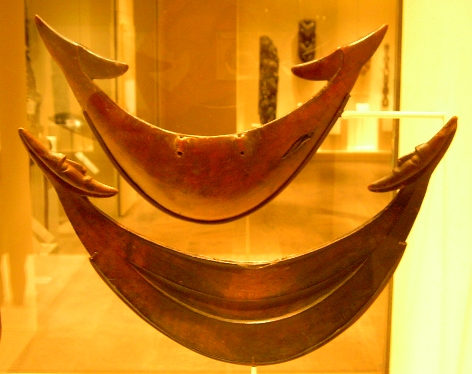
Реимиро на флаге острова Пасхи